# SG Köln-Worringen
Die SG Köln-Worringen ist ein deutscher Sportverein aus dem Kölner Stadtteil Worringen, der über 14 Abteilungen verfügt, darunter Badminton, Basketball, Fußball, Judo, Leichtathletik, Radsport, Schwimmen, Tennis, Tischtennis und Volleyball.

## Geschichte
Die Sportgemeinschaft entstand 1971 aus der Fusion der vier Vereine Turn- und Sportverein Worringen 1894 e.V., Ballspielverein Worringen 1927 e.V., Radsportclub Endspurt Worringen 1960 e.V. und Deutsche Jugendkraft Worringen 1966 e.V. Hauptsponsor des Vereins war über viele Jahre der in Köln-Worringen beheimatete Teilbereich des BP-Konzerns, was sich auch im Vereinsnamen niederschlug. Bis 2002 spielte man als (Erdölchemie) EC/Bayer Köln-Worringen und danach als BP Köln-Worringen.

### Fußball
Die erste Herren-Fußballmannschaft agierte jahrelang auf Bezirksligaebene, die 1993 erreicht wurde. Nachdem der Klub 1998 noch am SC West Köln und 1999 an PSI Yurdumspor Köln gescheitert war, gelang im Jahr 2000 gemeinsam mit dem FC Junkersdorf der Aufstieg in die Landesliga Mittelrhein. In der Saison 2002/03 zog der Verein seine Mannschaft aus der Landesliga zurück, doch bereits zwei Jahre später feierte man die erneute Bezirksligameisterschaft und die Rückkehr in die Landesliga. Nach Mittelfeldplatzierungen in den folgenden drei Jahren meldete der Verein seine Mannschaft 2008/09 nach dem Rückzug des Hauptsponsors BP erneut aus der Landesliga ab. Nur ein Jahr später kehrte die SG Köln-Worringen als Bezirksligameister zurück. In der Spielzeit 2011/12 feierte die Mannschaft die erstmalige Landesligameisterschaft und damit den Aufstieg in die fünftklassige Mittelrheinliga zur Saison 2012/13. Nach einjähriger Zugehörigkeit in dieser Spielklasse stieg man als Tabellenletzter sofort wieder ab. Vier Jahre später zog der Verein die Mannschaft aus der laufenden Landesligasaison zurück und schaffte 2019 den Wiederaufstieg in die Landesliga, bevor man im Januar 2020 erneut die Mannschaft während der laufenden Saison abmeldete und in der Folge in der Kreisliga D antrat.

### Ringen
Die SG Köln-Worringen unterhielt für lange Zeit eine Ringer-Abteilung, deren erste Mannschaft in den Jahren 1996 und 2000 den Aufstieg in die Ringer-Bundesliga erreichen konnte. Nach dem zweiten sportlichen Abstieg aus der 1. Bundesliga im Jahr 2002, wechselte die Mannschaft direkt in die Verbandsliga, anstatt in der 2. Bundesliga anzutreten. Im Jahr 2013 wurde der Trainingsbetrieb vollständig eingestellt.

## Persönlichkeiten
- Alexander Aeschbach
- Daniel Chitsulo
- Joachim Eilers
- Artur Gajek
- Jörg Ludewig
- Dirk Müller
- Edward Sarpei
- Fredy Schmidtke
- Holger Sievers
- Lars Teutenberg
- Lars Wackernagel